# Patrick Leahy
Pour les articles homonymes, voir Leahy.
Patrick Leahy, né le 31 mars 1940 à Montpelier (Vermont), est un homme politique américain, membre du Parti démocrate et sénateur du Vermont au Congrès des États-Unis de 1975 à 2023. Il est président pro tempore du Sénat entre le 17 décembre 2012 et le 3 janvier 2015, et de nouveau du 20 janvier 2021 au 3 janvier 2023.
Avocat de profession, il est président de la commission judiciaire du Sénat de 2001 à 2003, puis de nouveau de 2007 à 2015. Bien qu'étant l'un des membres les plus âgés du Congrès, il est également l'un des sénateurs les plus populaires auprès des électeurs de son État.

## Biographie
Diplômé en droit de l'université de Georgetown en 1964, il exerce la profession d'avocat puis en 1966 celle de procureur du comté de Chittenden jusqu'à son élection au Sénat des États-Unis en 1974. Il fait partie des sénateurs surnommés les Watergate Babies, soit les démocrates qui furent élus à la suite du scandale du Watergate qui toucha Richard Nixon. Réélu en 1980 et 1986, il démissionne un an plus tard de sa fonction de vice-président du Comité restreint sur le Renseignement du Sénat après avoir divulgué des informations confidentielles à la presse. De 1987 à 1995, il est président de la commission sénatoriale de l'agriculture. Réélu en 1992, il l'est de nouveau en 1998 avec le soutien de son adversaire républicain, Fred Tuttle, qui se désiste en sa faveur.

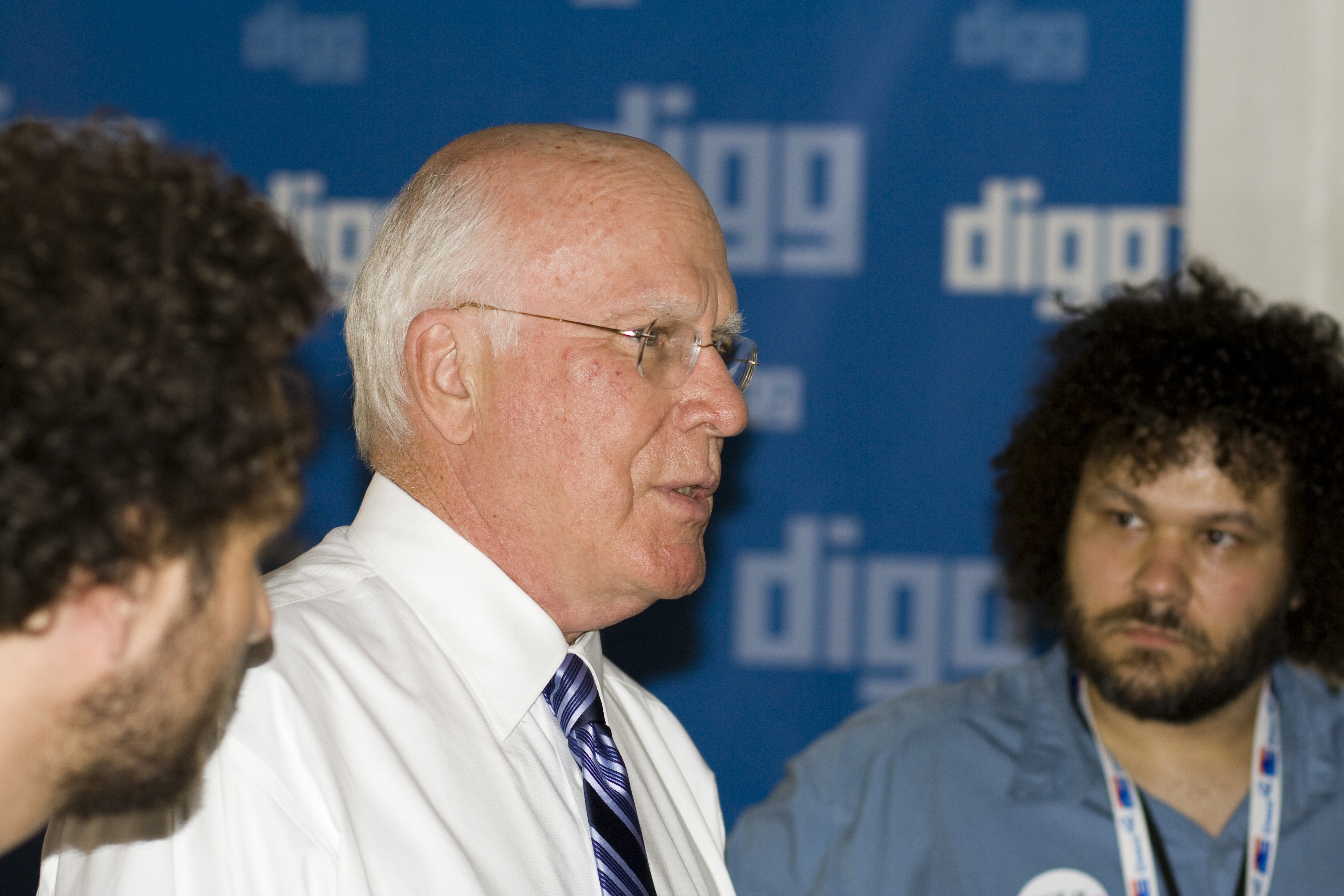
Patrick Leahy en 2008.

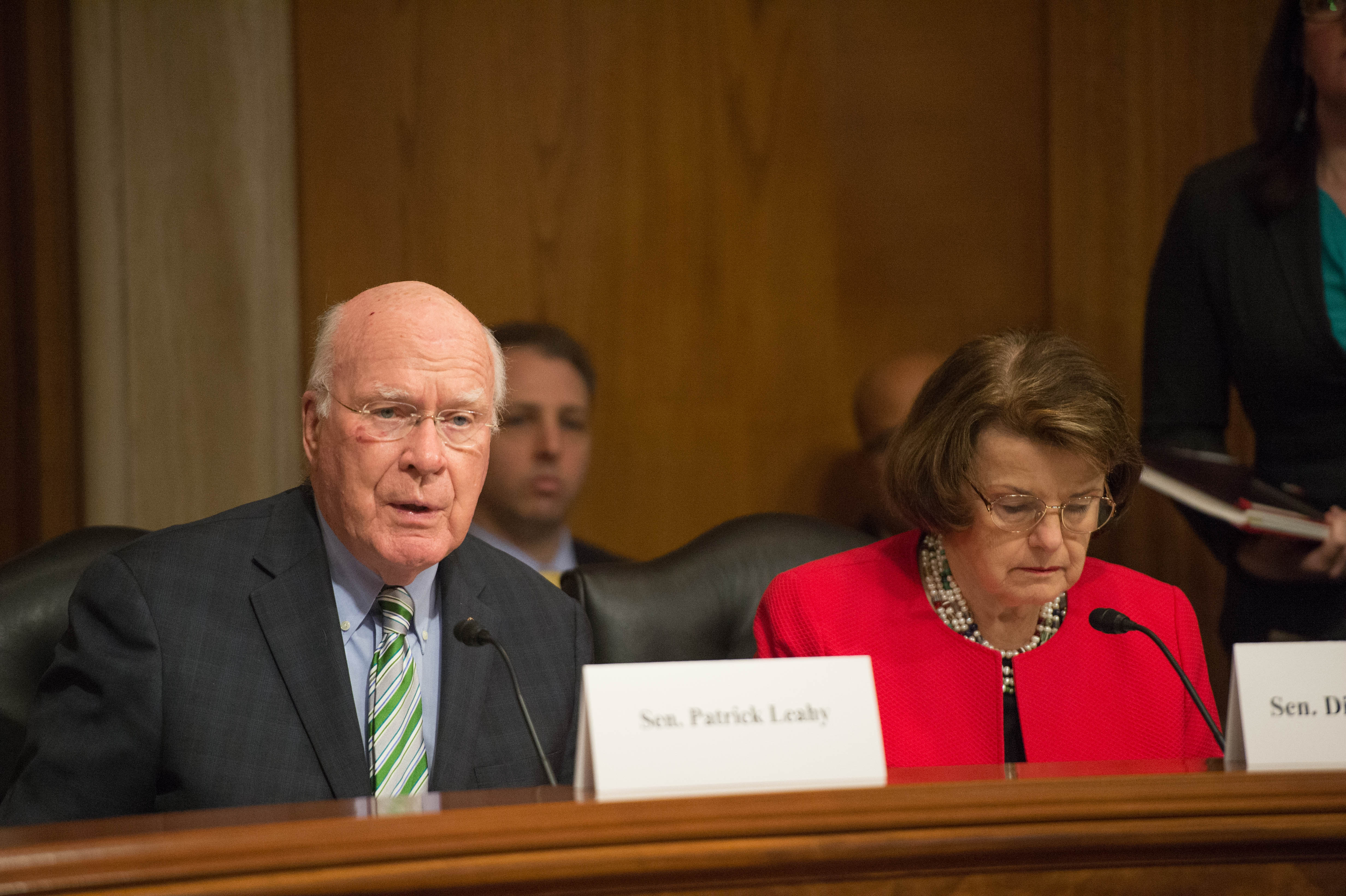
Leahy au côté de Dianne Feinstein, en 2016.

En 2001, il reçoit une enveloppe à l'anthrax dans le cadre des enveloppes contaminées au bacille du charbon, interceptée avant de lui arriver. De 2001 à 2003, il préside la commission judiciaire. En 2004, il est une nouvelle fois réélu avec 70,6 % des suffrages contre 25 % à son adversaire, l'homme d'affaires républicain Jack McMullen (en). Réélu en 2010 avec 64,4 % des voix face au républicain Len Britton, il se représente en 2016. Il est une nouvelle fois réélu avec 61,3 % des suffrages contre 33 % au républicain Scott Milne.
Le 17 décembre 2012, à la suite du décès, à 88 ans, du sénateur d'Hawaï Daniel Inouye, il devient président pro tempore du Sénat. Traditionnellement, ce titre est accordé au plus ancien sénateur de la majorité. Ainsi, le républicain Orrin Hatch lui succède en 2015 à ce poste. Il retrouve la présidence pro tempore le 20 janvier 2021.
Après huit mandats consécutifs au sein de l'institution, il annonce qu'il ne se représentera pas aux élections sénatoriales de 2022.

### Prises de position
Le 22 juin 2004, il a une altercation au Congrès avec le vice-président Dick Cheney qui enjoint au sénateur du Vermont « d'aller se faire foutre » (« go fuck yourself »). 

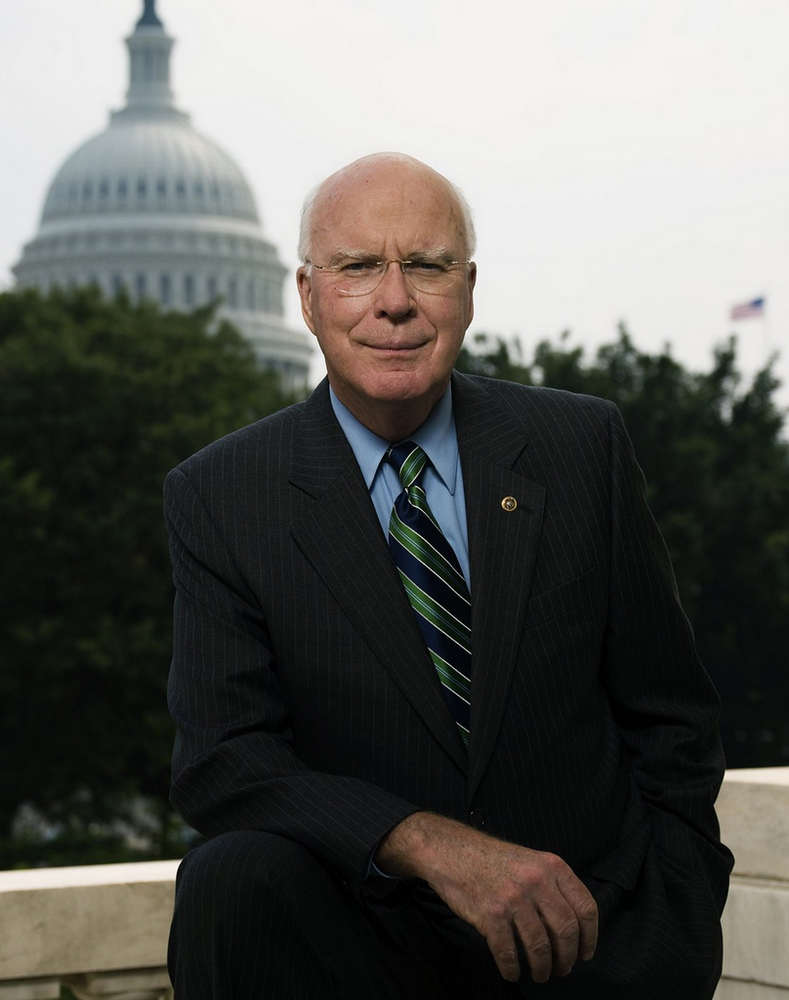
Portrait officiel de Patrick Leahy (2009).

En 2005, il est membre de la commission judiciaire et l'un des dirigeants démocrates à la pointe du combat contre les propositions de nomination de certains juristes conservateurs à des postes de juges fédéraux par le président George W. Bush. En septembre 2007, il dépose, avec le sénateur républicain Arlen Specter, une proposition de loi, l'Habeas Corpus Restoration Act of 2007, visant à accorder le droit à l'habeas corpus pour tous les détenus de Guantánamo.

## Comic book
Depuis son enfance, le sénateur Leahy est un grand fan de comic books, en particulier ceux de Batman. Il a d'ailleurs écrit la préface du comic La Mort des innocents, qui l'a aidé à obtenir l'interdiction de l'exportation de mines terrestres. De même, à l'occasion des 80 ans de Batman, il a préfacé Detective Comics: 80 Years of Batman. En 2008, Patrick Leahy a convaincu Warner Bros. de tenir la première mondiale de The Dark Knight dans la bibliothèque de son enfance, la Kellogg-Hubbard Library. Tous les profits ont été reversés aux associations pour enfants et à cette bibliothèque. Selon lui, cela permet aux enfants de s'intéresser à la lecture.
Le sénateur Leahy effectue également des caméos dans cinq films de l'univers Batman : Batman Forever, Batman et Robin, The Dark Knight, The Dark Knight Rises et Batman v Superman. Il prête aussi sa voix à un personnage de la série animée Batman en 1995, ce qui fait de lui l'acteur ayant joué dans le plus d'adaptations de Batman. Les cachets qu'il touche sont reversés à l'aile destinée aux enfants de la bibliothèque Kellogg-Hubbard.

## Publication
- The Road Taken: A Memoir, Simon & Schuster, août 2022 (ISBN 9781982157357)